# Харламов, Георгий Николаевич
Георгий Николаевич Харламов (20 апреля 1905 — 16 апреля 1945) — линейный надсмотрщик взвода связи 1042-го стрелкового полка 295-й стрелковой дивизии 5-й ударной армии 1-го Белорусского фронта, старшина. Герой Советского Союза.

## Биография
Родился 20 апреля 1905 года в станице Прочноокопская ныне Новокубанского района Краснодарского края. Участвовал в строительстве Карадагского сажевого завода в Азербайджане.
В августе 1941 года призван в Красную Армию. Обеспечивал связь командного пункта полка с батальонами и ротами. Участвовал в боях на Северном Кавказе, за освобождение украинских городов Очаков, Одесса, Херсон. Отличился на завершающем этапе войны в боях на территории Германии. Погиб северо-западнее Цехина 16 апреля 1945 года, похоронен в братской могиле (Польша).
Указом Президиума Верховного Совета СССР от 31 мая 1945 года за образцовое выполнение заданий командования и проявленные мужество и героизм старшине Харламову Георгию Николаевичу присвоено звание Героя Советского Союза посмертно.